# Trithemis dejouxi
Trithemis dejouxi là loài chuồn chuồn trong họ Libellulidae. Loài này được Pinhey mô tả khoa học đầu tiên năm 1978.